# Ulf Olsson (ekonomhistoriker)
Ulf Olsson, född 1939, är en svensk ekonomhistoriker.
Olsson har innehaft en professur i ekonomisk historia vid Umeå universitet 1977–89, vid Handelshögskolan i Stockholm 1989–95 och därefter vid Handelshögskolan vid Göteborgs universitet.
Sedan 2003 är han utländsk ledamot av Finska Vetenskaps-Societeten.

## Böcker av Ulf Olsson
- 1970 – Lönepolitik och lönestruktur
- 1971 – Regionala löneskillnader inom svensk verkstadsindustri 1913–1963
- 1973 – Upprustning och verkstadsindustri i Sverige under det andra världskriget
- 1986 – Bank, familj och företagande
- 1989 – Att...befrämja affärsverksamhetens höjande i vårt land
- 1997 – I utvecklingens centrum
- 2000 – Att förvalta sitt pund – Marcus Wallenberg 1899–1982 (Ekerlids förlag)
- 2006 – Finansfursten – K A Wallenberg 1853–1938 (Atlantis)
- 2015- "Berättelsen om Gertrud "Calle" Wallenberg. Mannerheims sista kärlek (Atlantis)

## Priser och utmärkelser
- 2003 – Utländsk ledamot av Finska Vetenskaps-Societeten
- 2007 – Axel Hirschs pris
- 2009 – Thuréuspriset i den teknisk-ekonomiska klassen för "utomordentliga bidrag till vår förståelse av svenskt näringslivs utveckling sedan mitten av 1800-talet och till vår tid"[2]